# Birdwell Point
Der Birdwell Point ist eine Landspitze am nordwestlichen Ende der Dean-Insel vor der Hobbs-Küste des westantarktischen Marie-Byrd-Lands. Er ist vollständig vom Getz-Schelfeis umschlossen.
Der United States Geological Survey kartierte ihn anhand eigener Vermessungen und Luftaufnahmen der United States Navy aus den Jahren von 1959 bis 1965. Das Advisory Committee on Antarctic Names benannte ihn 1974 nach Keith W. Birdwell, Elektrotechniker auf der Byrd-Station im Jahr 1969.